# 孤独死
孤独死（こどくし）とは主に一人暮らしの者が誰にも看取られることなく、当人の住居内などで生活中の突発的な疾病などによって死亡することを指す。特に重症化しても助けを呼べずに死亡している状況を表す。関連する言葉として、公的に用いられる孤立死（こりつし）や、単に独居者が住居内で亡くなっている状況を指す独居死（どっきょし）などがある。
「孤独死」は1995年の阪神・淡路大震災後から特に使用されるようになった語であるが、様々な解釈が存在しており合意された明確な定義があるわけではない。なお、欧米にはもともと孤独死という概念は存在しない。日本の孤独死に関する報道記事は「kodokushi」のようにローマ字で表記されることが通例となっている。

## 日本での議論

### 沿革
明治時代の家制度に伴う拡大家族・第一次産業から、1945年の太平洋戦争終戦後、都市圏にて第二次産業に従事する核家族が増加し、子と離れ離れで暮らす高齢夫婦世帯・配偶者を亡くした高齢単独世帯が増加したことから、この問題が顕在化されてきた。
また、国民の長寿化に伴い、退職後の老齢期間も長期化すると、社会的な繋がりが減り、身体的にも不活発になることから、地域と社会からも孤立しがちな高齢者が増加した。大都市圏の借家やマンション住まいでは、人付き合いの煩わしさから近所づきあいも希薄化し、地域社会との繋がりが絶たれやすいことも孤立する要因となる。
孤独死とされる現象は、明治時代には新聞報道されることはあったが「孤独死」という表現があったわけではない。孤独死に相当する事件は具体的名称に欠くものの明治時代より報道されている。
「孤独死」問題と社会的政策に関しては、1960年代には既に社会福祉協議会（社協）と民生委員による『孤独死老人ゼロ運動』なるものが存在していた。1970年代に入ると、一般的に「孤独死」という言葉が用いられるようになり、1974年には社協と民生委員による共同運動として推進されてきたが、「寝たきり高齢者問題」や「一人暮らし高齢者問題」というカテゴリが用いられ、「孤独死」という言葉は一旦下火となる。
だが1995年以降、阪神・淡路大震災の被災者の孤独死がメディアで取り上げられ、再び注目されるようになった。また長引くバブル崩壊による不況から、未婚者、離婚者、失業者などが増加したことにより、彼らは社会から籠もりがちになりやすいことも相成り、2000年頃からは日常の社会問題として孤独死問題が頻繁に取り上げられるようになった。2007年からは、厚生労働省が孤独死防止推進事業（孤立死ゼロ・プロジェクト）を銘打ち、予算1億7000万円、全国78箇所のモデル自治体にてスタートさせたが、全国市町村生活保護課の取り組みは消極的な傾向にあった。
2021年、イギリスに次ぎ世界第2ヶ国目となる孤立・孤独担当大臣の任命および内閣官房孤独・孤立対策担当室が新設され、2024年4月には、「孤独・孤立対策推進法」が施行。2022年調査では、国民の40%が肯定している心理的孤独感を包括した、孤立状態対策・当事者支援の福祉サービスが拡充される。

### 実態
- 警察庁の調べによると、2024年、全国の遺体の検視・調査した全国20万人余のうち、およそ7万6000人（37%）が、1人暮らしの自宅死であった[12]。また、国勢調査では単独世帯の割合が年々増加しており、孤独死は身近に起こりうるリスクであるといえる[13]。

- 遺品整理の第一人者横尾将臣は、孤独死の多くの現場を見た経験から、「孤独死のほとんどは、亡くならなくてもいい人が亡くなっている」と感じるようになり、苦痛を心身ともに抱えて追い込まれながら生きている者が眼前にいても、近隣でそのSOSを察知するコミュニティがないことに問題があると考え、孤独死や「ゴミ屋敷」で暮らす者達は、程度の差こそあれ自分自身の生活や行動を管理できない状態に陥った「セルフネグレクト（自己放任）」である点で共通しているとしている[14][15]。セルフネグレクトは、孤独死全体の8割に発生しているという[16]。

- 老老介護（高齢者がその親を介護している事例）において、介護していた側が急病などで突然死し、副次的に動けない要介護者側が死亡する場合も確認されている[17]。

- 老老介護の問題などにも関連して、必ずしも一人暮らしであることだけが孤独死の要因とはいえない。2011年1月に大阪府豊中市で発生した元資産家姉妹のケース（→大阪元資産家姉妹孤独死事件）のように、一人暮らしではないが周囲の社会との連絡がなく孤立化、滞納を続けた相続税・固定資産の支払いやマンション経営失敗にともなう多額の借金などによって経済的に困窮した結果、餓死に至った事例も「典型的な孤独死」と呼ばれている[18]。

- 同居孤独死（同居人の死に気が付かずに放置してしまう事例）において、同居しているにもかかわらず親の死に子供が気が付かなかった場合も確認されている。典型的なケースとして、「8050問題」を背景とした事例が見られる[19]。

- 孤独死の第一発見者は、親族や友人といった近しい関係であるケースは35%であるのに対して、生活上の関係業者（ケアワーカー、配食サービス業者、宅配業者、水道検針員、大家、警察等）は50%を越える。とくに女性よりも、男性は10ポイント低く、男性の方が生前の人付き合いが希薄な傾向にある[20]。

### 寿命
警察庁の調べでは、2024年に遺体の検視や調査を行った孤独死したとされる死者は65歳以上が7割以上を占め、年齢層は以下の通りとなった。
- 85歳以上…14,658人
- 75歳～79歳…12,567人
- 70歳～74歳…11,600人

一般社団法人日本少額短期保険協会の2022年度調査報告では、賃貸物件居住の独居者が宅内にて死亡した場合の平均年齢は男女ともに約62歳であり、一般平均寿命（2022年度は男性81歳、女性87歳 ）と比較して大幅に早世している。また、高齢者（65歳）に達する前に死亡する割合も、男女ともに5割以上となっており、現役世代（60歳未満）にあたっては、およそ4割を占める。この傾向は、2016年の同協会の初回調査から一律であり、『孤独死は決して高齢者特有の問題ではなく、全世代にわたる大きな問題である。』と結論づけている。

### 定義
先述のように「孤独死」には様々な解釈が存在しており合意された明確な定義があるわけではない。
- 新宿区高齢者保健福祉協議会では2006年に「2週間毎程度に見守る者がいない、独居又は高齢者のみ世帯の高齢者（の死）」と定義している[3]。
- 東京都監察医務院では2010年に「異状死の内、自宅で死亡した一人暮らしの人（の死）」と定義している[3]。
- 日本災害看護学会は2016年に「従来から周囲との交流がなく，地域から（社会的に）孤立をしている状況の中で，誰にも看取られず一人でなくなった場合」と定義している[3]。

ある研究グループでは、文献から抽出した孤独死のデータをもとに、「社会との交流が少なく孤立し、誰にも看取られず自宅敷地内で死亡し、死後発見される場合」を孤独死と定義しているが、検討の余地ありとしている。
「孤独死」のほかにも「孤立死」「独居死」「一人死」など類似する概念も用いられている。
日本の行政機関は、これらの社会問題において「孤立死」という表現をしばしば使っている。例えば、内閣府の高齢社会白書の平成22年度版では「誰にも看取られることなく息を引き取り、その後、相当期間放置されるような悲惨な孤立死（孤独死）」と表現している。これは社会的に孤立してしまった結果、住居内で死亡してからしばらく周囲の社会に気付かれず、そのまま放置されていた状況を指してのものである。

### 定義の要素をめぐる論争
「孤独死」の定義に関しては死亡場所や世帯類型など複数の要素で内容が一致しなかったり言及がないことが指摘されている。
死亡場所
「孤独死」を自宅での死亡に限るかどうかについては、阪神・淡路大震災以降は自宅での死亡を要件とするものが多数になっているが、自宅での死亡に言及していない定義も存在しており不一致がみられる。
世帯類型
「孤独死」は単身世帯（一人暮らし）で発生する現象と多数の定義で言及されているが、野宿者や家族内での虐待による死亡に「孤独死」を適用する可能性も指摘されており「単身世帯」とは別に「孤独死」を把握しようとする議論もみられる。
自殺
自殺を孤独死に含めるかどうかでは全く相反する立場があり、自治体の「孤独死判定基準」にも違いが出ている。
社会的孤立
生前の状況について比較的客観的な指標で捉え「社会的孤立」を「孤独死」の定義に含める立場があるが、地域自治会などに積極的に参加してきた人の孤独死も多数存在するため議論の余地があるとされる。
看取りの有無
多くの「孤独死」の定義で看取りがなく亡くなったことが含まれているが、死の直前に病院に搬送されて看護師に看取られるケースもあるなど争点になっている。
年齢基準
「孤独死」の定義について阪神・淡路大震災以降は高齢者以外の年齢層の孤独死が取り上げられるようになったが、自治体によっては「孤独死」のデータに年齢基準が含まれているなど特定の年齢層について言及する場合があることが指摘されている。
死後経過時間
「孤独死」と死後経過時間についても一致した基準はなく、「死後4日以上」という基準を採用しているものや「死後1週間以上」という基準を採用しているものがある。

### 起きやすいとされる環境
生活様式では、以下のような特徴が挙げられる。
1. 高齢者（特に男性）[注釈 1]
2. 独身者（配偶者との死別を含む）
3. 地域や家族とのコミュニケーションが希薄
4. 経済的余裕がない

性別に関しては、男性は女性よりも孤独死しやすい傾向が見られる。独居高齢者の社会的孤立には、高齢者が生きてきた時代背景からくる性役割意識と、厳しい就労体験からくる価値観が影響していると考えられる。
2000年代後半に入ってからは、孤独死が社会問題として広く認識されたことを背景に、70歳を越える後期高齢者への周囲の関心度が高くなる傾向があり、孤独死から長期間気付かれないなどの問題が抑制されている。一方で、65歳以下だと気付かれにくい傾向も見られる。愛知県の遺品整理企業社長である吉田太一は、65歳以下の孤独死が気づかれにくい原因として、それらの高齢者がある程度は活発に行動することもあり、周囲が不在（突然に姿を見せなくなるなど）に気付いても、何らかの事情で住居を離れているのではと考えるなどした結果、死去に気付かないといった傾向も強まっていると見ている。

### 死因
心筋梗塞（循環器障害）や脳溢血（脳疾患）などといった急性の疾病発作のほか、アルコール依存症・糖尿病・認知症といった慢性疾患、肝硬変で突如意識不明に陥りそのまま死亡する事例、またヒートショック現象も一定数のリスクがあることが報じられている。高齢者ではない現役世代でも、なんらかの原因で衰弱して死亡する事例が複数報告されている。
日本少額短期保険協会による賃貸物件居住者のみを対象にした報告においては、自殺を孤独死に含めた場合、病死の次に多い死因が自殺であり、全体の9.8%を占めるとしている。国民全体の総合的な死因のなかで、自殺の割合は1.4%（2021年度）であることと比較すると、孤独死における自殺の割合は非常に高い。また、当事者は男性よりも女性に多い傾向にあり、2022年度は、とりわけ20代女性がその4割と突出している。単身の女性が親元を離れた不安感などが原因ではないかと推測されるが、原因ははっきりとしていない。
しんぶん赤旗は、阪神・淡路大震災から2013年までの間に、仮設住宅と復興公営住宅で1000名以上が孤独死したと報道しており、仕事がなくアルコールに依存する人が増え、断熱性がない極端な寒暖やすきま風などの劣悪な住環境が健康を悪化させたことが原因だと分析している。

### 見つかるまでの期間
警察庁の調べでは、2024年に遺体の検視や調査を行った孤独死したとされる死者のうち、死亡から発見されるまでの日数は、1日以内が28,756人と最多であった。また、31日以上経過者はあわせて6,945人、1年以上経過者は253人居た。

### 予防
地方自治体では、地域住民によって互いを支えあい見守る活動のネットワーク構築や、民間企業と連携した見守りサービスの提供を推進している。たとえば、ライフライン系企業との見守りに関する事業協定、水道局と連携して異変に気づいた際の情報提供を行う例や、郵便局の見守りサービスの例などがある。また、民間警備会社が地方自治体の委託を受けて、見守りサービスを提供している。他にも、住民自らが運営する老人会や自治会などによる自主的な孤独死予防互助運動は、首都圏におけるコミュニティ再構築と地域の活性化につながるものとして期待される。
新聞販売店・牛乳販売店・乳酸菌飲料販売員なども重要な見守りの役割を担っている。また携帯電話やスマートフォンアプリで高齢者の安否を確認するシステムの導入、電気ポットの利用頻度を送信するシステムや、見守り機能のついたパジャマなど、先鋭的な技術を導入した見守りサービスも官民からリリースされている。独居高齢者向けに、緊急時に押しボタンやペンダントを押すと電話回線を通じて自動的に通報されるという機器を提供する自治体もある。
アルコール依存症に起因する孤独死を予防するため、長野県下伊那郡泰阜村では、村役場の人間が高齢者の飲み相手（酒・おつまみ代は割り勘で、一人1000円という予算）として高齢者宅を訪問、気分良く（飲みすぎない程度に）飲んでもらうことで依存を予防しようという事業を展開した。ただし、高齢者の間に孤独死の危機感があるというよりは、役場の職員と話すことで情報が得られるという面が評価されたようである。

### 孤独死に絡むトラブル
孤独死は死亡から発見まで日数を要するため、死亡順序に関わる遺産相続の法的紛議が起こる可能性がある。死後経過時間の推定は、遺族にとって命日を確定させる意義もあるが、死体所見や警察の捜査結果などから科学的合理性を十分に確保した死亡日時の推定が求められる。
不動産関係において、孤独死があった物件は「事故物件」という言葉で呼ばれている。宅地建物取引業法では、家主や不動産会社は部屋を貸す際、重要事項を事前に説明することが義務付けられているが、孤独死は同法上の重要事項には該当しないとされており、「事故物件」であることを事前に告知しないケースもある。また行政側も「民事上の問題」として、この問題に対して介入を避けており、解決への方策が採られるには程遠い現状である。
孤独死後の遺体の埋葬方法も問題となる。原則として、身元の分かる遺体には墓地、埋葬等に関する法律、そうでない遺体は行旅病人及行旅死亡人取扱法が適用されるが、死体の埋葬または火葬を行う者がないときまたは判明しないときは、死亡地の市町村長がこれを行わなければならない（墓地埋葬法9条1項）。また、その埋葬または火葬を行ったときは、その費用に関しては、行旅病人及行旅死亡人取扱法の規定を準用することとなっている（墓地埋葬法9条2項）。孤独死の埋葬に関しては、自治体の負担が大きいものとなっている。特殊清掃と呼ばれる遺体の処理、原状回復の負担も大きいと言われている

## 海外での状況

### 概念
欧米には本来ネガティブな要素を含む孤独死という概念は存在しない。日本人による孤独死の英語表記も統一されているわけではなく、solitary death、lonely death、isolated death、dying aloneなどがある。
英語圏などでの日本の孤独死に関する報道記事は「kodokushi」のようにローマ字で表記されることが通例となっている。

### イタリア
イタリアでも2000年代には孤独死がマスコミで取り上げられるようになった。終末期の調査によるとミラノでは高齢者270,000人のうち3分の1が一人暮らしで、その3分の1が自宅での孤独死であった。

### 韓国
韓国でも孤独死は単身世帯の増加とともに社会問題化され、2021年には、「孤独死予防および管理に関する法律」（孤独死予防法）が制定され、2022年12月には保健福祉部が「2022年孤独死実態調査」を発表した。韓国国内の孤独死は年々増加し、2023年には、全体死亡者の1.04%にあたる3,661人が孤独死したと発表された。首都ソウル市庁では2024年、向こう5年間で4513億ウォン（約497億円）を投資し、「誰も孤独にならない都市を作り出す」と発表。カウンセリングや戸別訪問、緑地整備や高栄養価の食事提供、「捜索システム」でSOSを求める孤立住民を探索する取り組みなどを充実させるとしている。

## その他

### ドキュメンタリー
- ETV特集「“孤独死”を越えて」（2020年6月19日、NHK Eテレ）[48]
- “同居孤独死”　親と子の間に何が起きているのか - NHK クローズアップ現代＋[49]

### 映画
- 『ロストケア』